# تيفيك عثماني
تيفيك عثماني (بالألبانية: Tefik Osmani‏) (8 يونيو 1985 بكورتشي في ألبانيا - ) هو لاعب كرة قدم ألباني في مركز الدفاع. شارك مع منتخب ألبانيا تحت 19 سنة لكرة القدم ومنتخب ألبانيا تحت 21 سنة لكرة القدم ومنتخب ألبانيا لكرة القدم. أما مع النوادي، فقد لعب مع بارتيزاني تيرانا وميتالورغ دونيتسك وميتالوره زابورجيا ونادي تيرانا ونادي تيوتا دورس ونادي سكندربيو كورتشه ونادي فلازنيا شكودر وFK Tomori Berat ‏ وKF Bylis ‏ وKF Elbasani ‏.

## وصلات خارجية
- تيفيك عثماني على موقع الاتحاد الأوربي (الإنجليزية)
- تيفيك عثماني على موقع اتحاد أوكرانيا (الإنجليزية)
- تيفيك عثماني على موقع قاعدة بيانات كرة القدم.إي يو (الإنجليزية)
- تيفيك عثماني على موقع ناشيونال فوتبول تيمز (الإنجليزية)
- تيفيك عثماني على موقع Soccerway.com (الإنجليزية)
- تيفيك عثماني على موقع عالم كرة القدم.نت (الإنجليزية)
- تيفيك عثماني على موقع AS.com (الإسبانية)